# 劣加法性
数学の分野における劣加法性（れつかほうせい、英: subadditivity）とは、大まかに言うと、定義域に含まれる二つの元の和についての関数の値が、それら各元についての関数の値の和よりも常に小さいか等しい、という性質のことを言う。数学の様々な研究領域、特にノルムや平方根などに関する領域において、数多くの劣加法的関数の例が知られている。加法的関数は、劣加法的関数の特別な場合である。

## 定義
劣加法的関数とは、加法について閉じている定義域 A と順序付き余域 B を備え、次の性質
{\displaystyle f(x+y)\leq f(x)+f(y)\quad (\forall x,y\in A)}
を満たすような写像 f: A → B を言う。加法および順序を備えた代数系として A = B = R を実数直線とした、劣加法的実函数は典型的である。
また、A が離散的、特に自然数の集合 N であるとき、劣加法的実数値函数は劣加法的数列と呼ばれる。一般に、B 内の点列 {an}n≥1 は、不等式
を満たすとき、劣加法列であると言われる。

## 例
主平方根関数 √•: R+ → R+ は
{\displaystyle {\sqrt {x+y}}\leq {\sqrt {x}}+{\sqrt {y}}\quad (\forall x,y\in \mathbb {R} _{+})}
が成立するから、正値劣加法的実函数である。
絶対値やノルムに関する劣加法性:
{\displaystyle |x+y|\leq |x|+|y|,\quad \|x+y\|\leq \|x\|+\|y\|}
は三角不等式と呼ばれる。

## 性質
劣加法的な列に関する一つの有用な結果として、フェケテ・ミハーイによる次の補題が挙げられる。
フェケテの劣加法補題:  すべての劣加法的な列 {\displaystyle {\left\{a_{n}\right\}}_{n=1}^{\infty }} には、極限 {\displaystyle \lim _{n\to \infty }{\frac {a_{n}}{n}}} が存在し、その値は {\displaystyle \inf {\frac {a_{n}}{n}}} と等しい（極限の値は {\displaystyle -\infty } となることもある）。
優加法的な列、すなわち {\displaystyle a_{n+m}\geq a_{n}+a_{m}} であるような列に対しても、フェケテの補題と同様の結果が得られる（極限の値は {\displaystyle \infty } となることもある: 例えば、{\displaystyle a_{n}=\log n!} の場合など）。
不等式 (1) がすべての m および n について成立するとは限らない場合にも、フェケテの補題の拡張版が存在する。ある種の優加法性と劣加法性が共に存在するとき、フェケテの補題によって存在の認められている極限へと収束する割合を導くような結果も知られている。
f が劣加法的関数で、0 がその定義域に含まれているなら、f(0) ≥ 0 が成立する。実際、{\displaystyle f(x)\geq f(x+y)-f(y)} であるために {\displaystyle f(0)\geq f(0+y)-f(y)=0} が得られる。
f(0) = 0 であるような凹関数 {\displaystyle f:[0,\infty )\to [0,\infty )} も劣加法的である。実際、{\displaystyle f(x)\geq \textstyle {\frac {y}{x+y}}f(0)+\textstyle {\frac {x}{x+y}}f(x+y)} であることと、逆の結果を足し合わせることで、f が劣加法的であるということが分かる。
劣加法的関数にマイナスをかけたものは優加法的となる。